# گوشی گوگ
گوشی گوگ (به لاتین: Goshi Gewog) یک منطقهٔ مسکونی در بوتان (کشور) است که در استان داگانا واقع شده‌است.